# JR東日本E129系電車
E129系電車（E129けいでんしゃ）は、東日本旅客鉄道（JR東日本）が保有する直流一般形電車である。

## 概要
E233系をベースとして東北本部（旧・仙台支社）管内で運行されているE721系と同等の短編成設備や耐寒耐雪構造を採用し、新潟地区での実情に合わせた新潟支社向けの一般形電車として開発された。
2両編成（100番台・A編成）と4両編成（0番台・B編成）とがあり、A編成×2本あるいはB編成単独による4両編成や、A編成+B編成による6両編成を構成することにより、旅客の需要に柔軟に対応することができる。
全車が総合車両製作所新津事業所で新製され、同社のオールステンレス車両ブランド「sustina」（sustinaS23シリーズ）に属する。

### 導入の経緯
導入直前、新潟支社管内で運行されていた普通列車の主力車種は国鉄時代に設計・製造された115系であり、最も車齢が長いもので新造から50年が経過していた。これらの車両の一部は改造されたが、車両の老朽化、設備の陳腐化への対応が急務となっていた。
また、2015年（平成27年）3月の北陸新幹線（長野駅 - 金沢駅間）延伸開業に伴い、並行在来線のうち新潟県内の区間にあたる信越本線の妙高高原駅 - 直江津駅間が第三セクター鉄道として設立されたえちごトキめき鉄道に転換されることとなり、JR東日本から新潟支社管内で運用されていたE127系0番台12編成 のうち10編成を譲渡することから車両が不足することとなり、その補完も兼ねて登場したのが本形式である。

## 構造

### 車体
車体下部にある台枠の一部を除きステンレスで構成された軽量オールステンレス車体とした。また、客室扉の下部にあるレールヒータや機器ヒータなどを装備した耐寒耐雪構造としている。車体幅は定員増による混雑緩和とクロスシート部での車椅子の通過を考慮して2950mmとした拡幅車とし、腰部から下部の幅を狭めた裾絞り構造としている。客室の床面高さはE233系・E127系と同様の1130mmであり、115系の1225mmと比べて大幅に低くなった。
側面には両開き扉が3つ配置され、扉の横にはボタンの周囲のLEDが点灯するタイプの半自動スイッチが室内外に装備されている。客室扉の間の側窓は「下降式と固定式の組合わせ」と「固定窓」の配置とし、赤外線吸収仕様の合わせガラスとしている。前面および側面にはフルカラーLED行先表示器が設置されており、行先の路線ごとに色分けの表示を行うことで乗り間違いを防ぐことができるようになっている。また、各車両の側面の幕板部には車外スピーカーが片側2個ずつ、計4個装備されており、自動放送や乗降促進用のメロディを流すことができる。各車（モハE128形の軌道モニタリング装置搭載車を除く）にデッドウェイト（死重）を搭載して低重心化を図るとともに、風に強い車両としている。先頭車には貫通幌を装備している。
車体前面は踏切事故対策からE721系と同等の前面強化を図ったほか、前面窓下は、車体中心から側面に向かって下に1段くぼませて緩やかに上がる傾斜状とし、前面に付着した雪を外側に押出す形状としている（首都圏用のE131系等とは形状が大きく異なる）。構体は、側面衝突対策から側構体の柱の位置に幕板補強と屋根構体の垂木の位置を合わせるというE233系と同様の手法を採用する。前部標識灯・後部標識灯は地上からの視認性の観点から前面の上部に取付けられており、照明はLEDとしたが、従来のシールドビームやHIDよりも発熱量が少ないため前面ガラスの熱線を標識灯の部分まで拡大させて、その部分の着雪を防いでいる。
塗色は、秋の稲穂をイメージした「黄金イエロー」と佐渡島に生息するトキをイメージした「朱鷺ピンク」の2色を配置しており、前面および腰部には朱鷺ピンクの太帯の上部にイエローの細帯、幕板部には朱鷺ピンクの帯をそれぞれ配置している。
連結器はMM'ユニット間に半永久連結器、先頭車両前位寄り（運転台側）に電気連結器付き密着連結器、ユニット同士の連結部（モハE128形+モハE129形）には密着連結器を採用する。

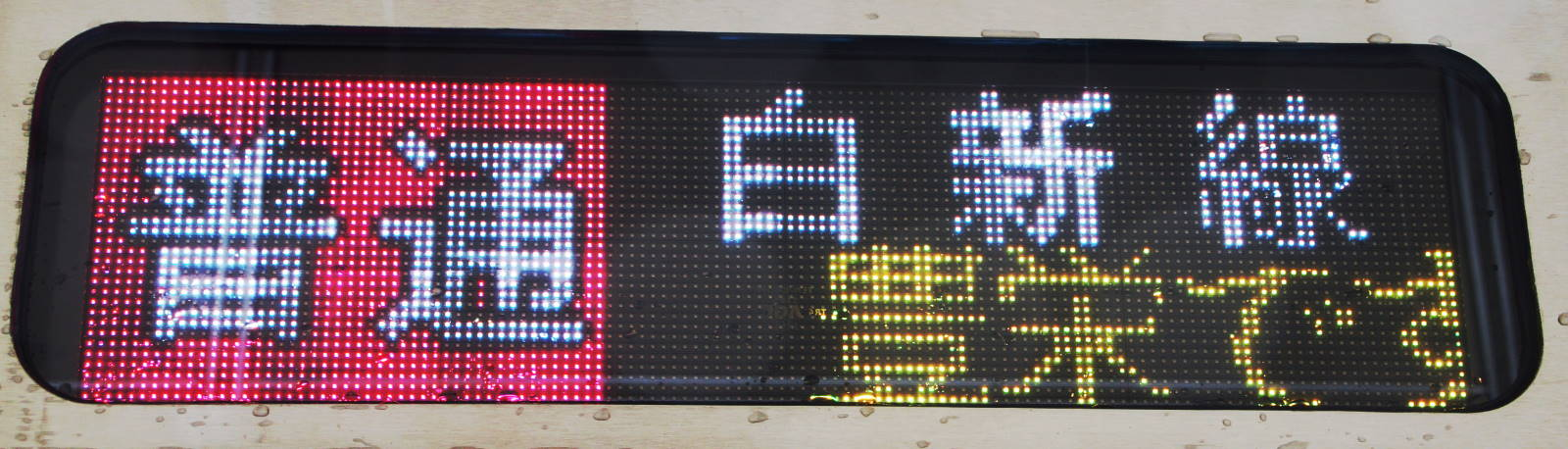
フルカラーLEDを採用している行先表示器

### 車内
内装は、自然豊かな環境と都会的な上品さを併せ持ったイメージとしている。壁面パネルはアイボリーとクリーム色、腰掛は暖かみを感じさせる暖色系のピンクブラウンとしている。座席配置は、クロスシートだけでなくロングシートの需要も強い新潟の実情に応えるため、1両のうち半分をロングシート、もう半分を4区画のボックスシートを含むセミクロスシートとする配置を採用した。2両編成では前位寄り（運転室側）がロングシート、後位寄り（連結側）がセミクロスシートとなり、4両編成では2両編成同士が連結した状態と同じ座席配置となる。車端には3人または4人掛けのロングシートを配置している。
ロングシートは一人あたりの幅を460mm（E127系比10mm拡大）とし、クロスシートはシートピッチを1,610mmに拡大し、向かい合う腰掛の足元空間の間隔を540mm（115系・E233系比110mm拡大）とすることで出入りをスムーズなものとしている。つり革の高さは床面から1,630mmを基本とし、優先席では1,580mmとしている。座席構造は片持ち式を基本とし、ボックス席に隣接する2人掛けロングシートと4人掛けロングシートは電動機の風道やその他の機器スペースとした蹴込み式としている。
高齢者、障害者等の移動等の円滑化の促進に関する法律（バリアフリー法）の施行により、M'c車に設けられるトイレは車椅子対応の大型洋式トイレとされた。ただし、客室内の見通しを妨げないように枕木方向の寸法を極力抑えるようにしている。向かい側には車椅子スペースを設けている。天井には炎感知器が設置されている。

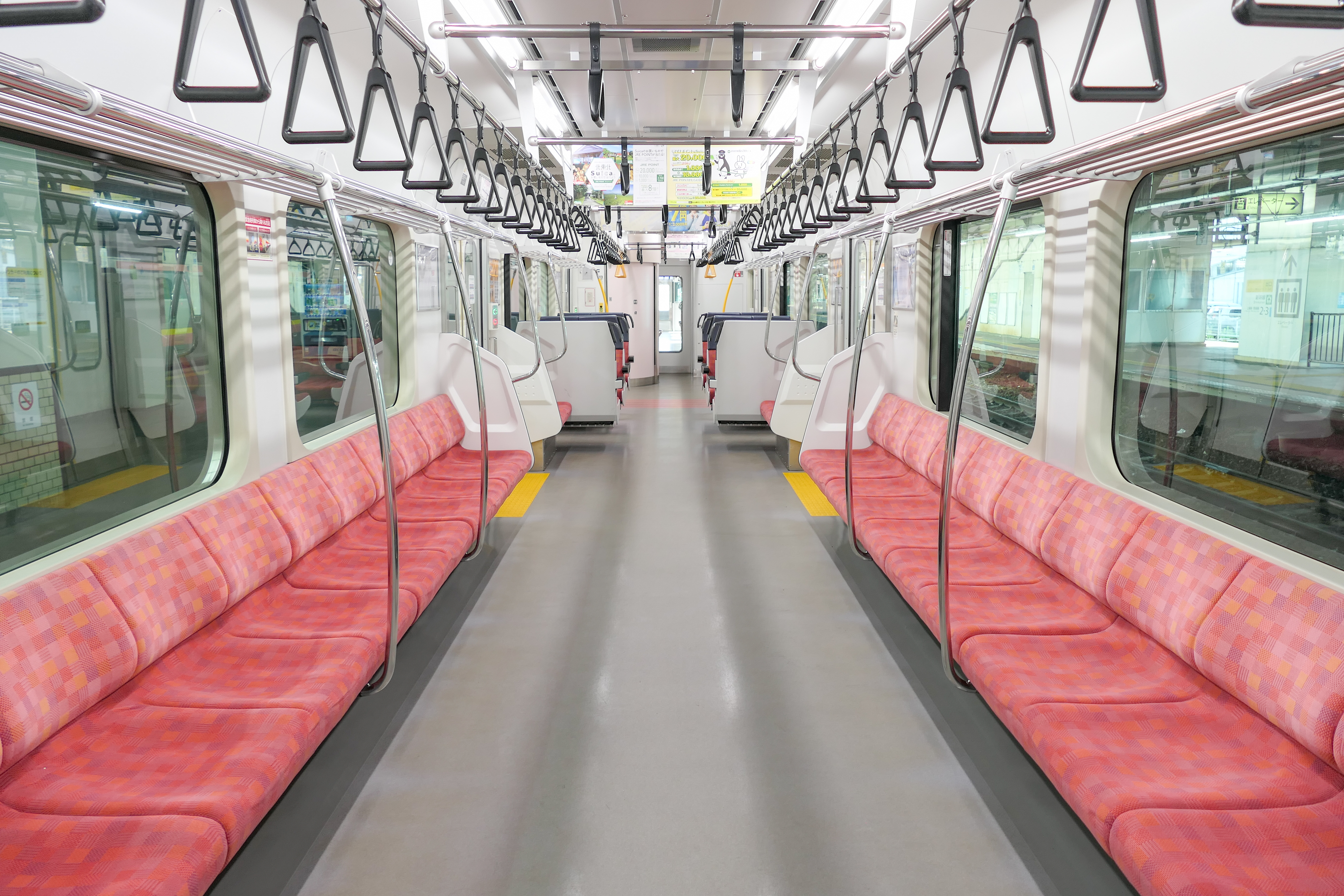
ロングシート側車内（クモハE128-113）
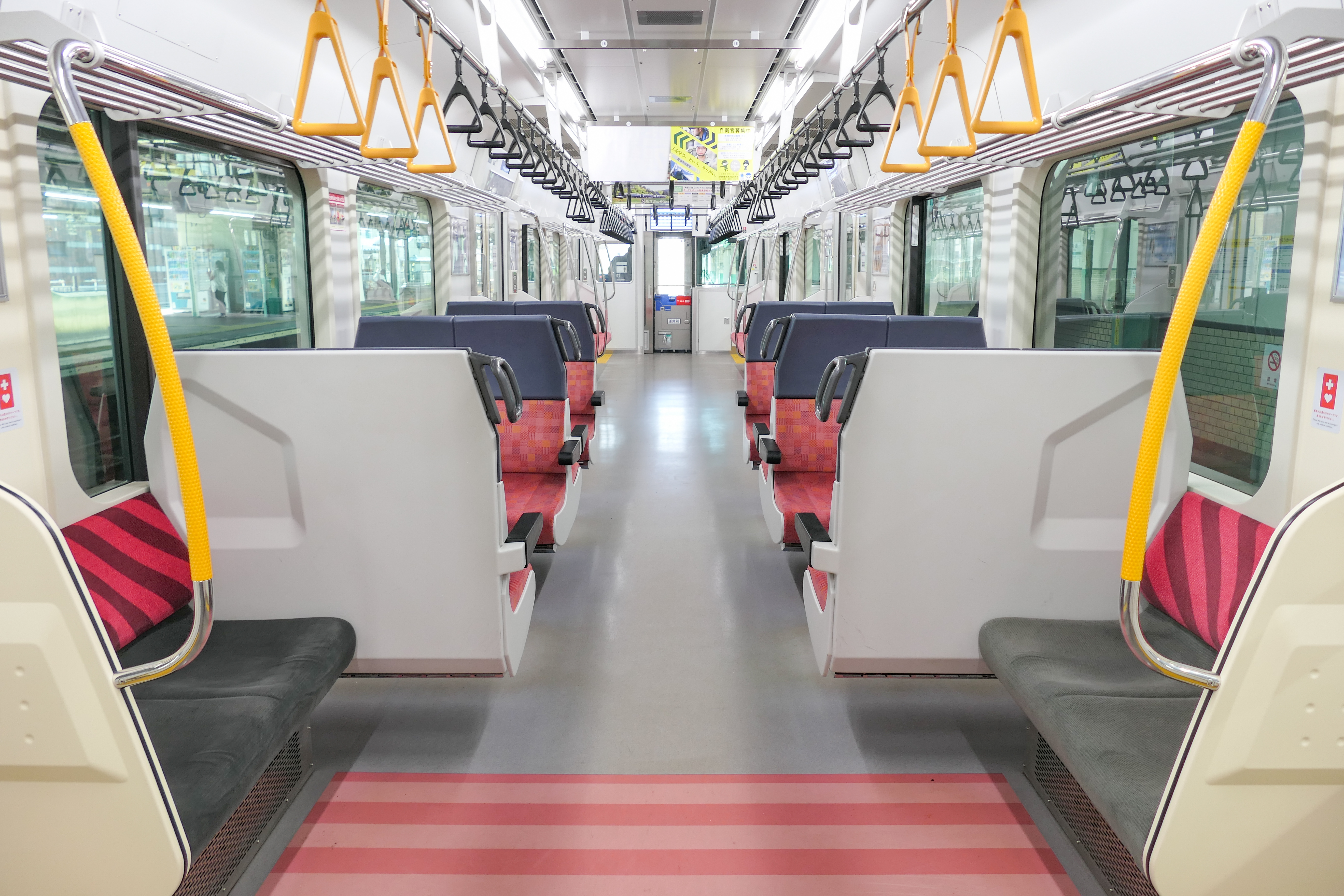
クロスシート側車内と優先席（クモハE128-113）
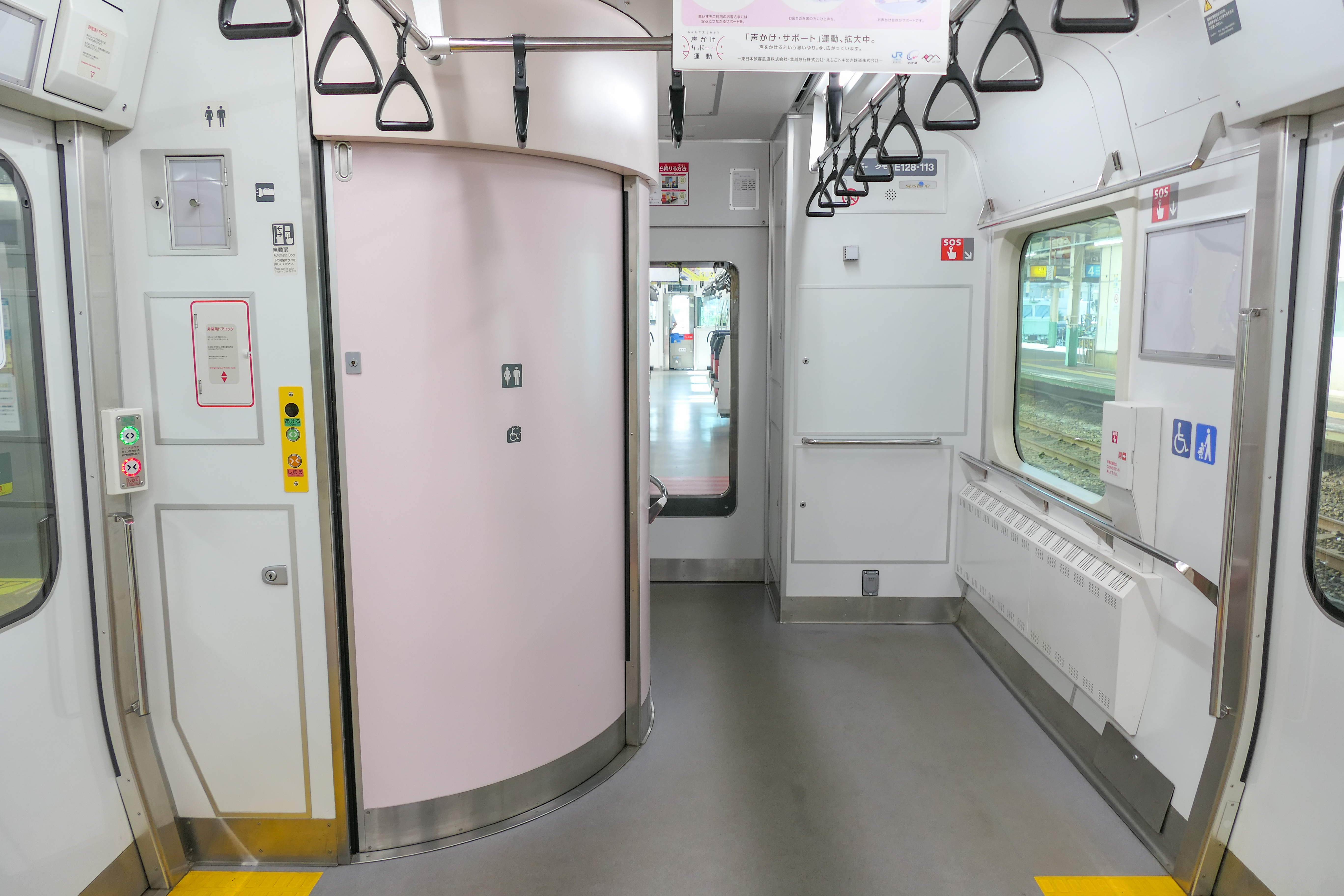
トイレと車椅子スペース（クモハE128-113）
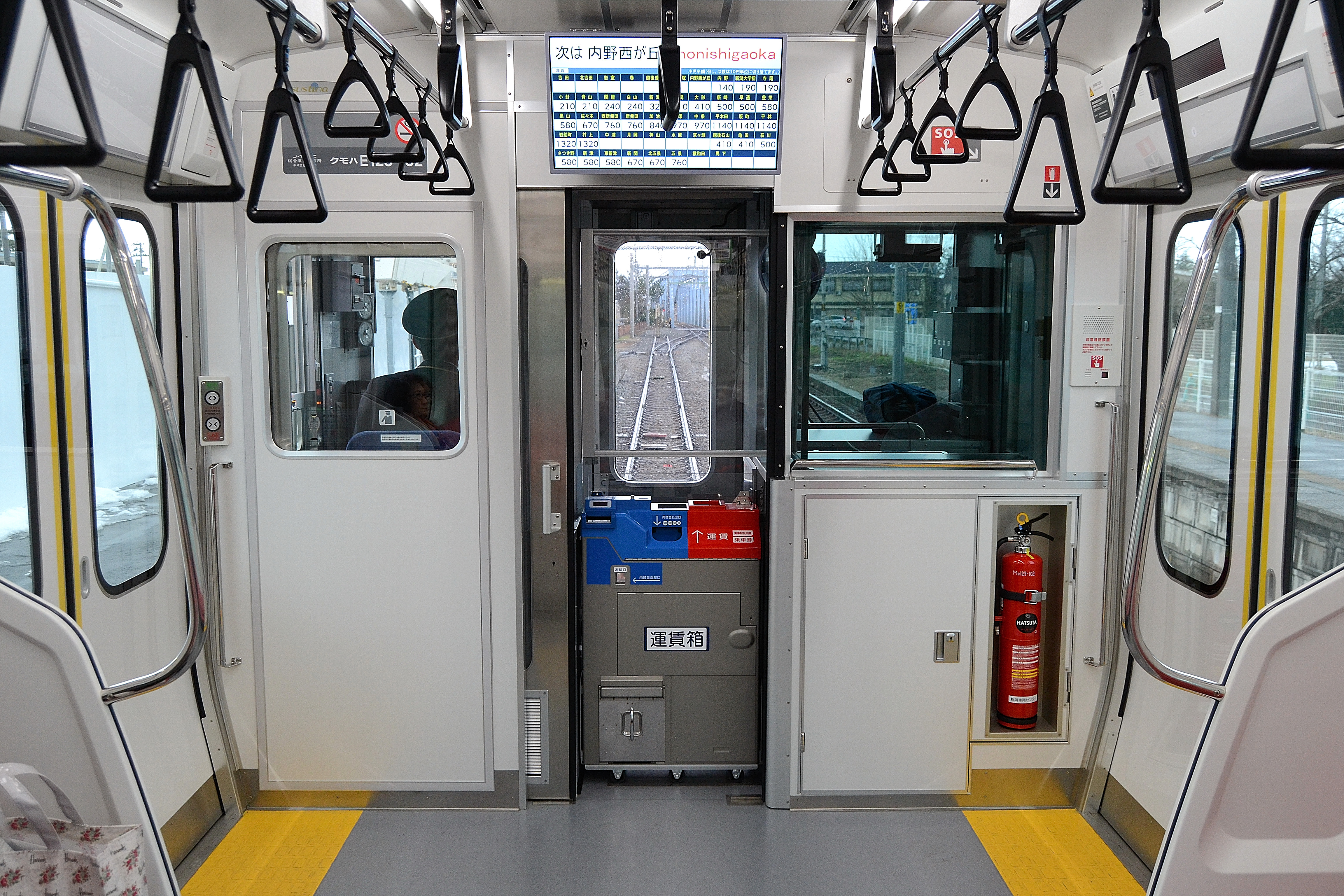
半室構造の乗務員室 画像左上にsustinaのステッカーが貼られている
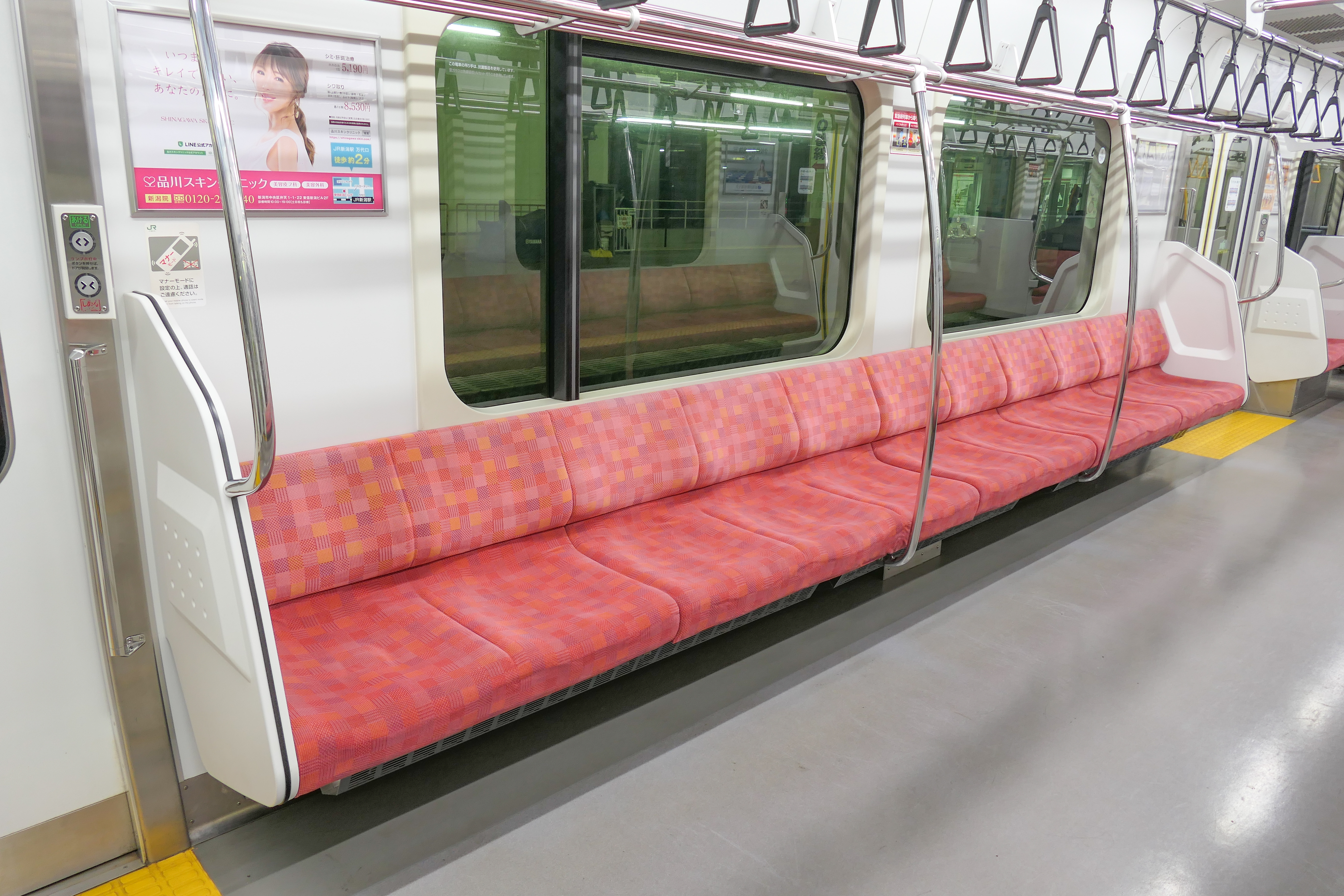
前位寄りのロングシート
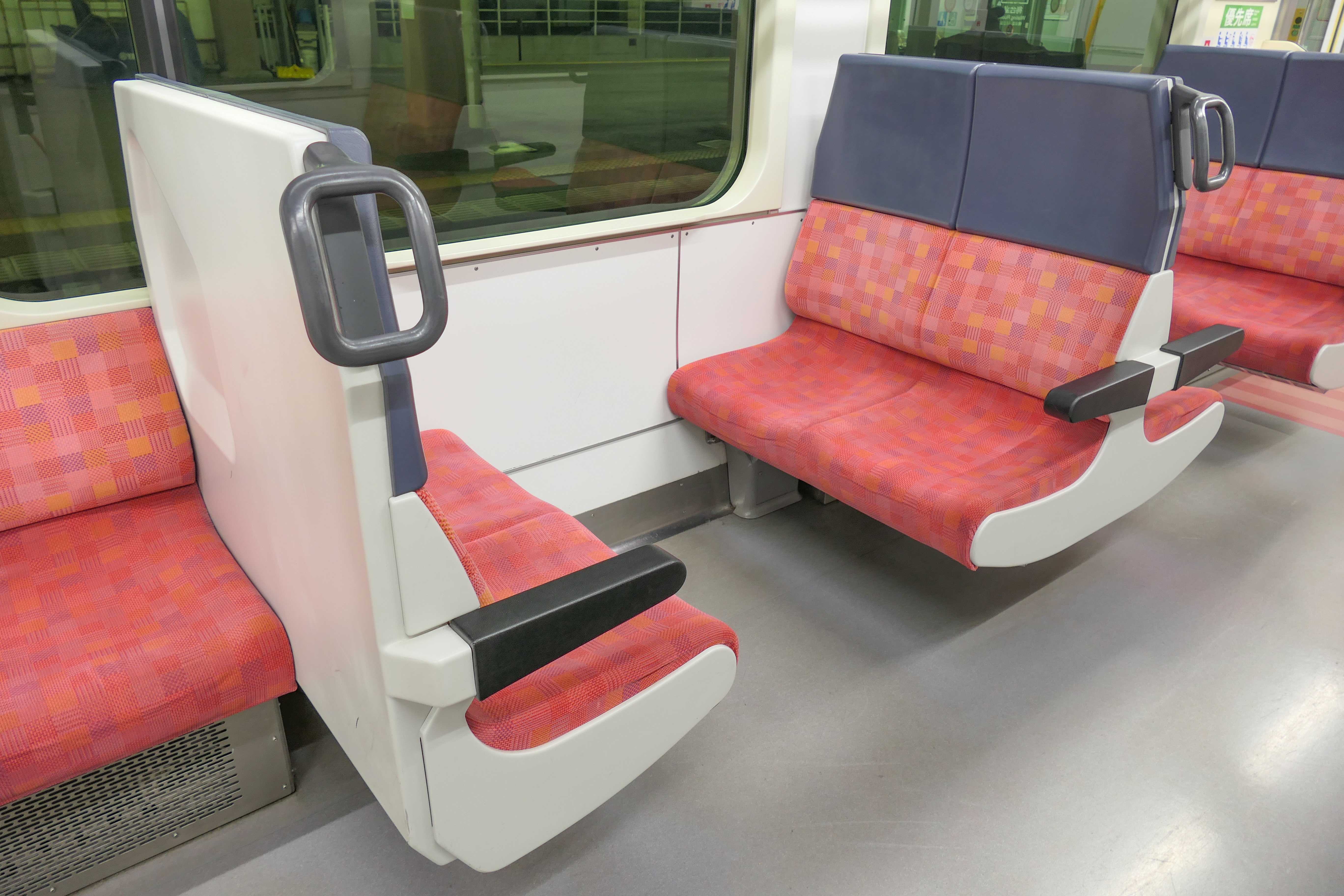
後位寄りのボックスシート

自動放送装置の搭載と次駅名を表示できる1段式のLED式車内案内表示装置を側引戸の鴨居部に千鳥配置としている。案内装置を配置していない箇所には液晶ディスプレイを後付できるようになっており、2015年1月より1編成に試験的に設置された装置を用いて車内ビジョンの放送試験を開始した。2015年7月まで試験を続け、技術的な課題等を見極めて本格導入を検討するとされたが、期間後も継続された。後に3編成が追加されたため、2016年10月時点では4編成で放送が行われている。2017年7月25日、新潟支社は本形式50両に対してこの車内ビジョン「トレインチャンネル新潟（愛称・ch129）」を本格導入すると発表した。
車内照明はLED式を採用することにより、従来の蛍光灯と比べて60%減と省エネルギー化の推進を図っている。

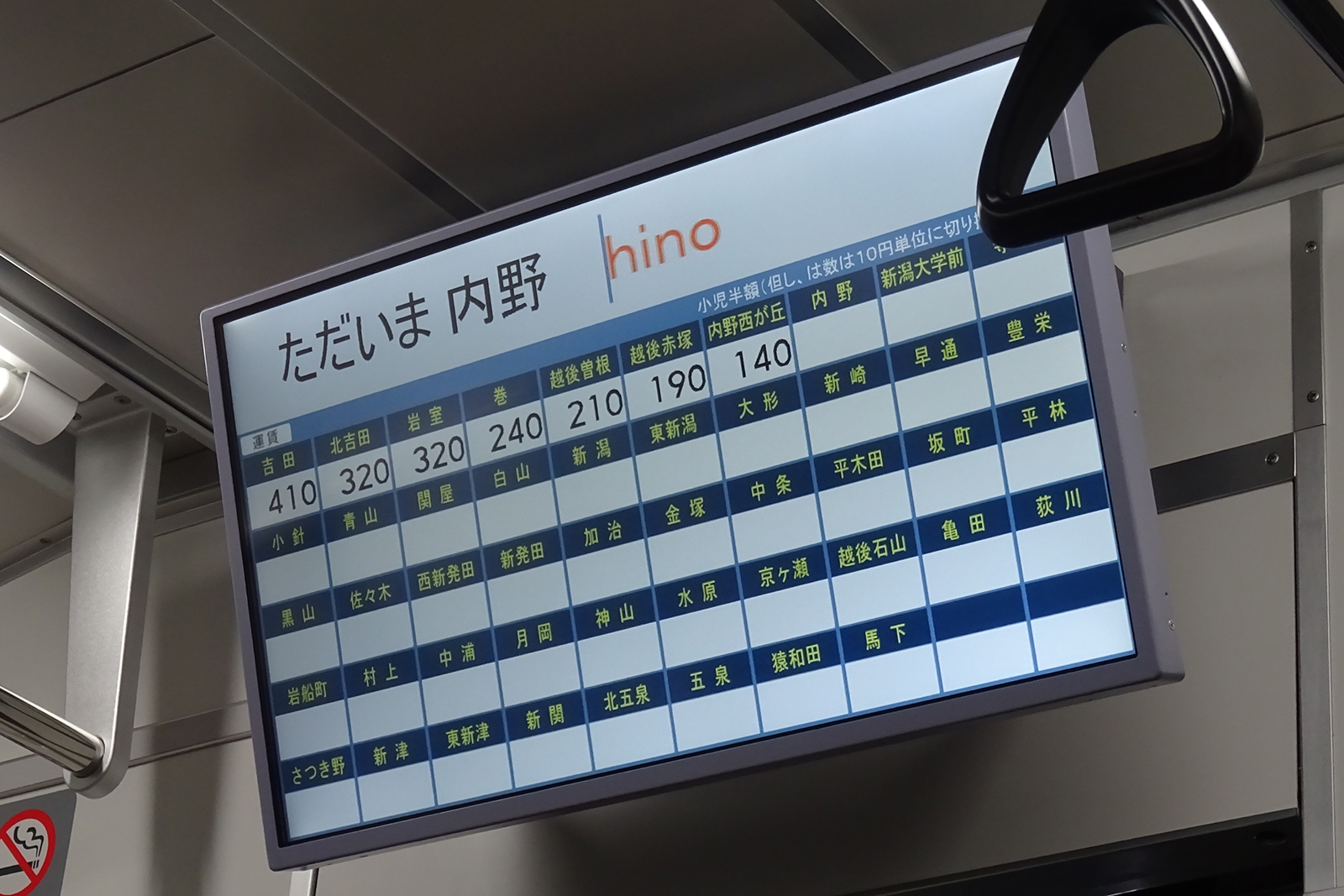
ワンマン運転時の運賃表示。レシップ社製のものを使用
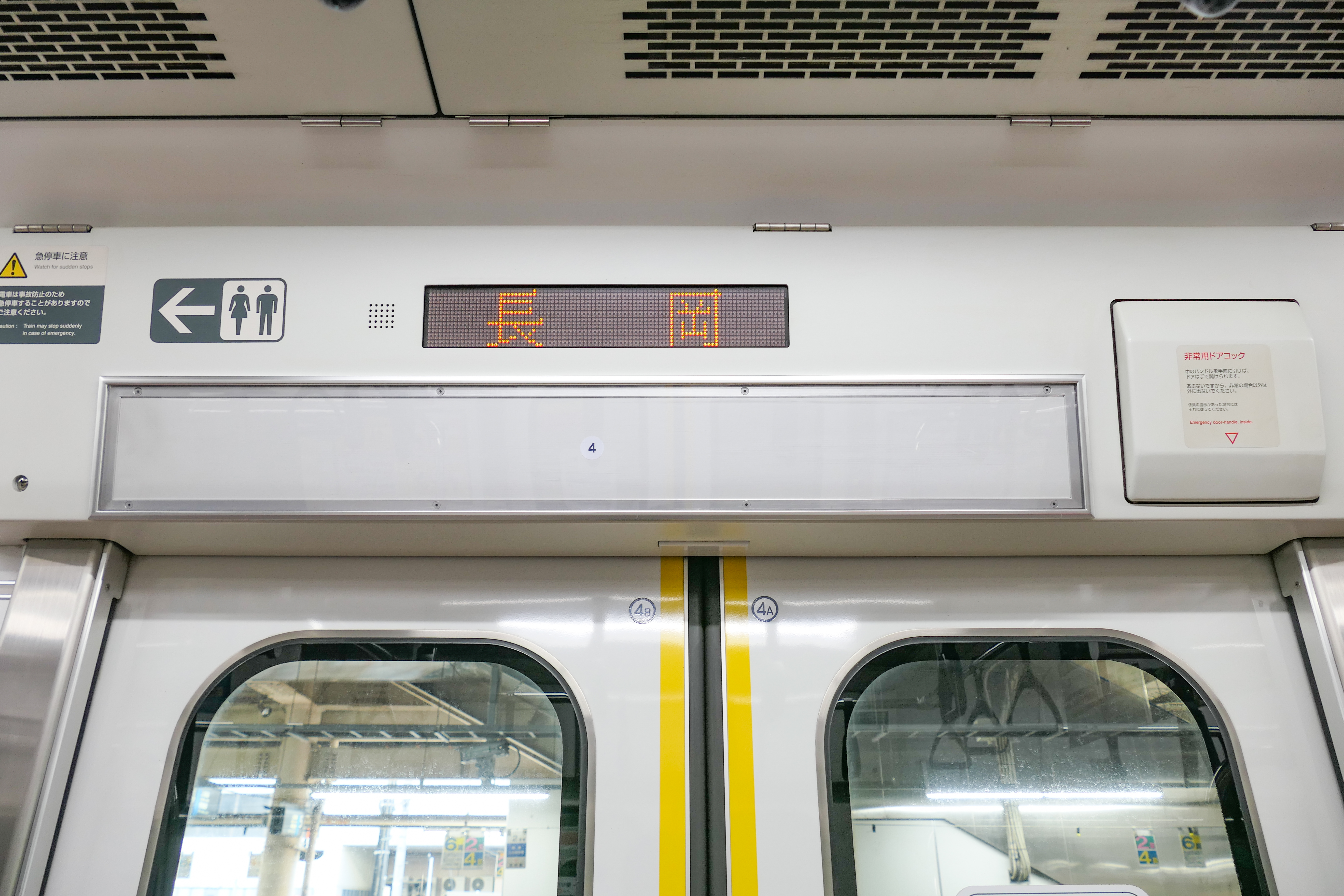
LED式の車内案内表示装置
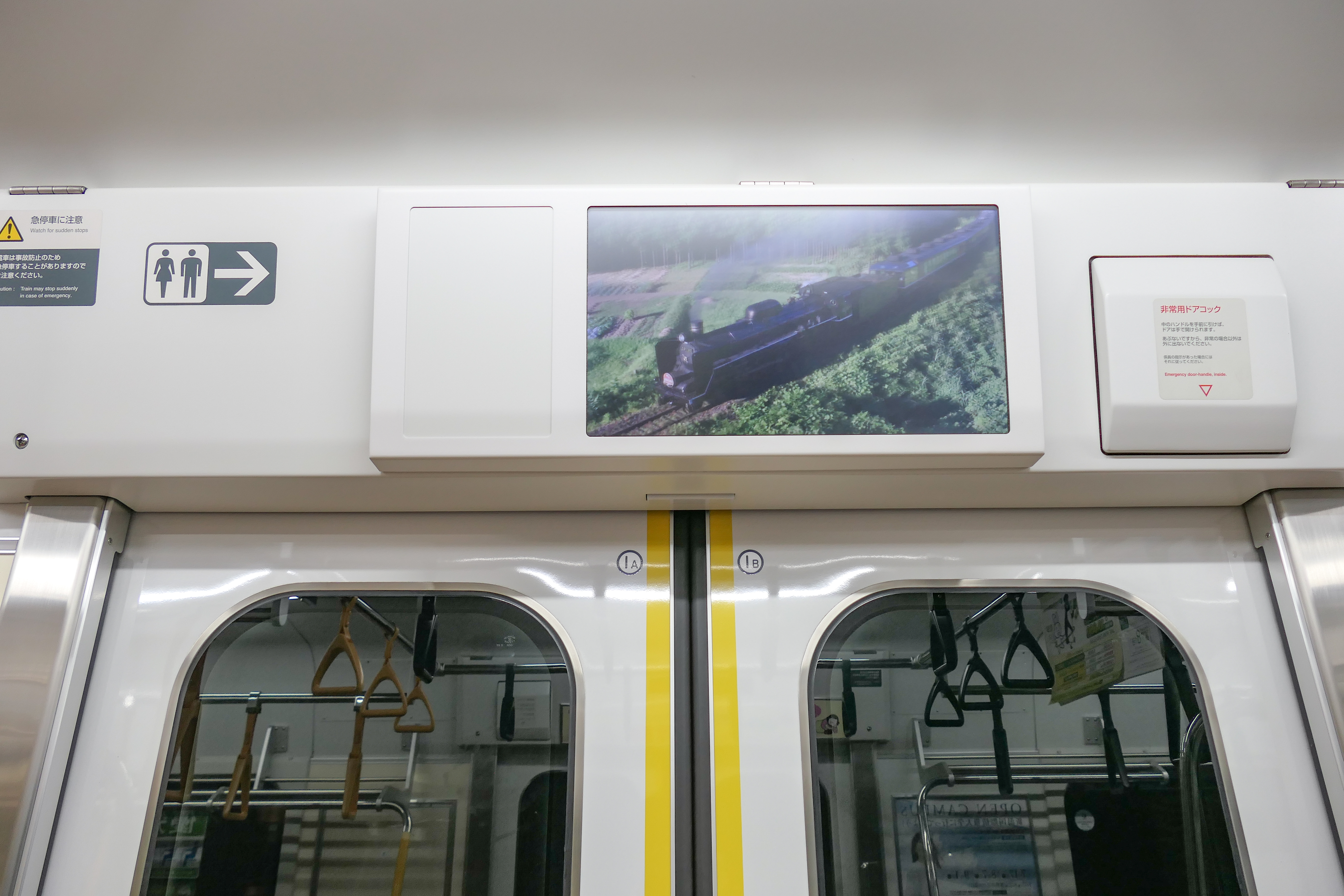
LCD式の車内案内表示装置
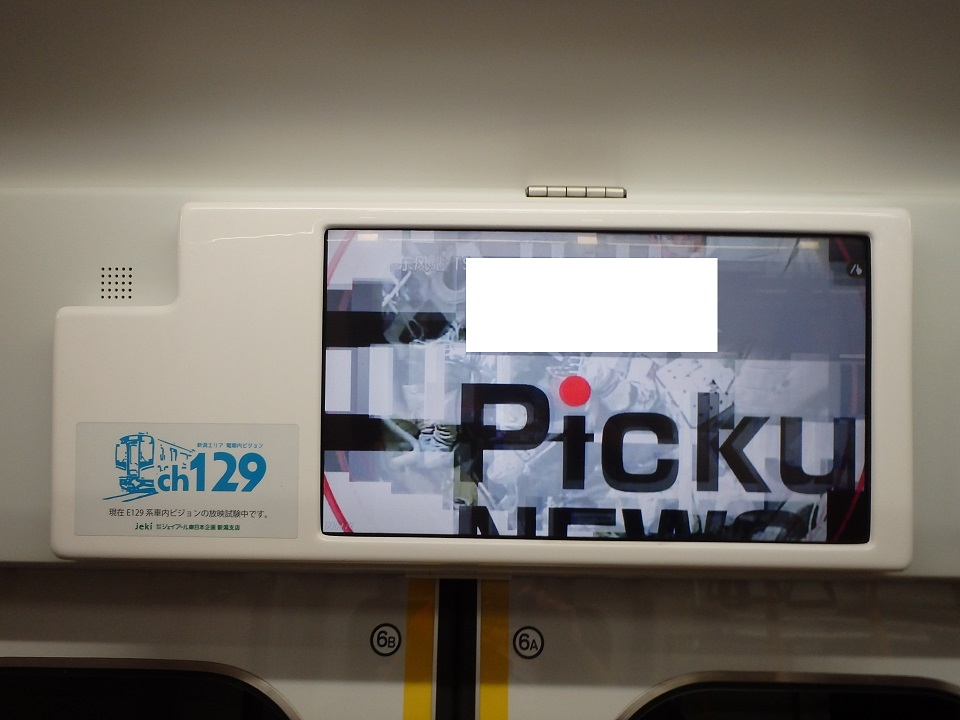
採用試験中の情報装置「ch129」

#### 乗務員室

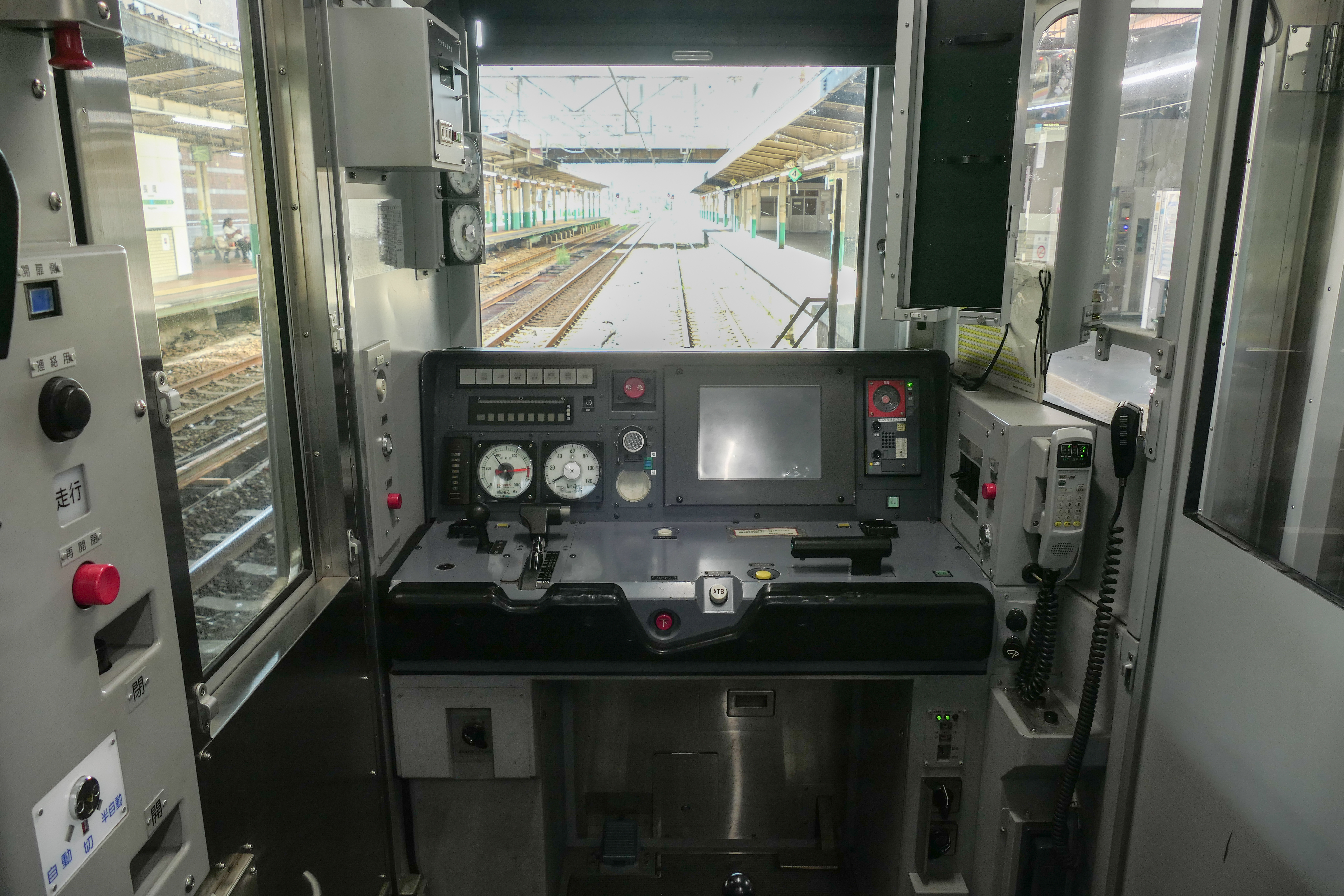
運転台（クモハE128-113）

半室構造とし、連結時には助士側を開放できる構造となっている。2両編成にはワンマン用の機器である両替機能付きの運賃箱を助士側背面に完全に収納できる構造となっており、運賃表示器を運転室と客室の仕切りの上部に設置しているが、整理券発行器と室外の側面のワンマン表示器の設置は省略されている。また、乗務員室の背面仕切部には非常救出口が設置されている。
主幹制御器は左手操作式のワンハンドルマスコンである。また、運転席背面には降雪時に使用する道具を収納する。
作業時などに掲示する移動禁止旗に代わる移動禁止表示を搭載し、助士側前面窓上面部に表示器を、助士側側面前方に操作盤を配置する。

### 機器類

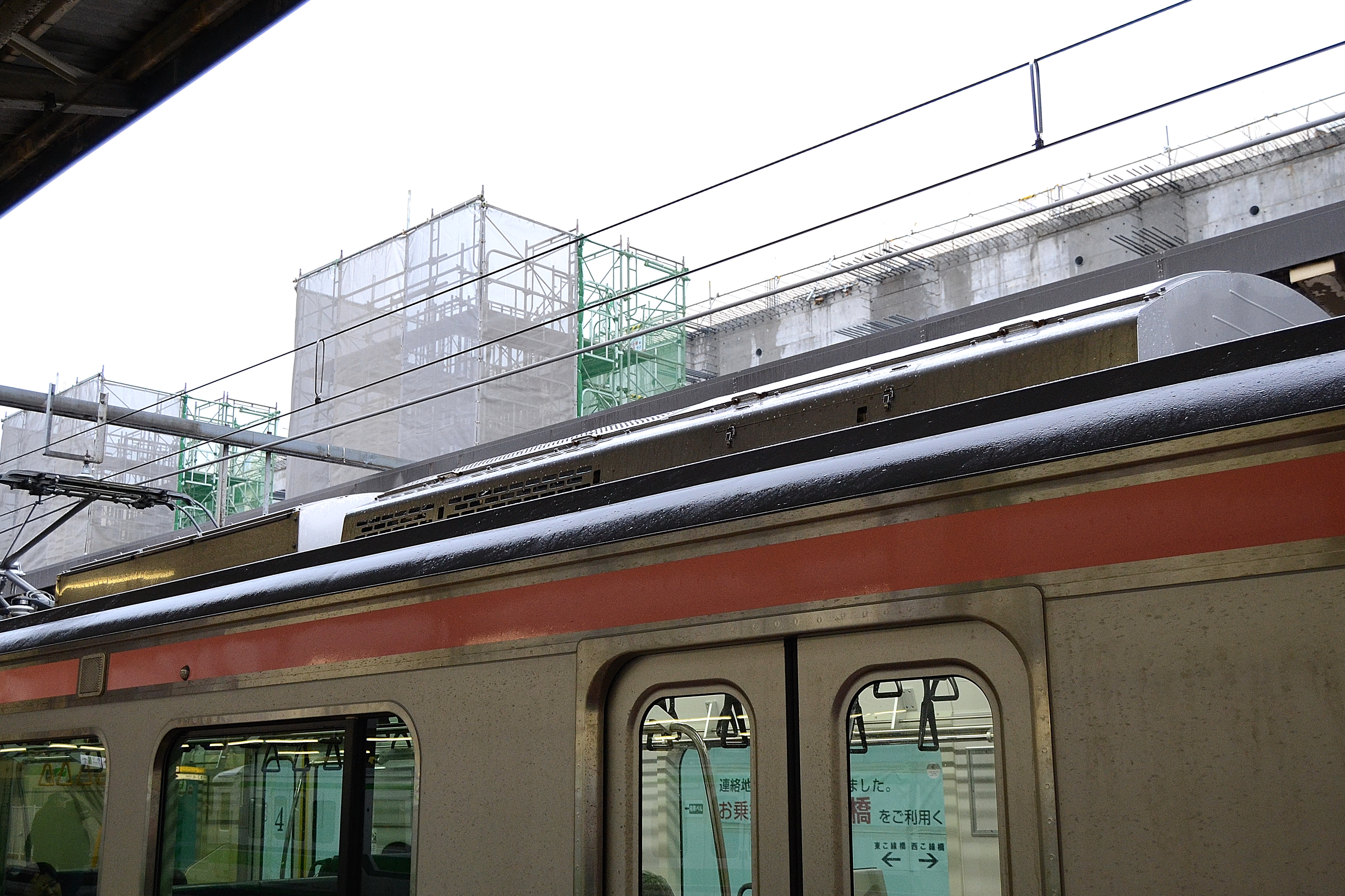
屋根上に設置された発電ブレーキ用の抵抗器（左側）と空調装置（右側）

制御装置はIGBT素子による2レベル電圧形PWM制御インバータ1基で1両の1電動台車（2基）の電動機を制御する、いわゆる1C2M構成のVVVFインバータ2群で構成された東洋電機製造製の SC102 を搭載する。冗長性を確保するために故障時には1群単位で解放可能とし、2両編成単独運転時に1群（主電動機2基）を開放した場合でも35‰勾配での起動を可能とする限流値増機能を備えることで運転への悪影響を少なくしている。また、ベクトル制御を採用することで空転・滑走時の高速な再粘着制御を実現している。
補機用の電源となる補助電源装置 (SIV)は、東洋電機製造製の SC103 を搭載する。断流器箱、インバータ装置、トランスフィルタ装置で構成されており、IGBT素子による3レベル電圧形PWM制御インバータで、直流1,500Vを電源として三相交流440V 60Hz（定格容量210kVA）を出力する。
空気圧縮機はE127系で採用されたレシプロ式の MH3108-C1200M （定格容量は1,200L/分）を採用する。
ブレーキ方式は回生・発電ブレーキ併用電気指令式空気ブレーキを採用する。常用ブレーキ、非常ブレーキ、抑速ブレーキ、耐雪ブレーキおよび直通予備ブレーキの5種類を備え、常用ブレーキは0km/h付近まで電気ブレーキ制御が可能である。また、閑散区間での回生ブレーキの失効によるブレーキ不足を発電ブレーキで補うため、発電ブレーキ用の自然冷却式抵抗器 MR183 を各車の屋根上に搭載している。なお、将来的には蓄電池を搭載することで回生電力を自車の走行に活用するシステムの導入が想定されている。
集電装置はシングルアーム型パンタグラフを採用し、Mc車およびM車後位寄りには上昇用引きひもを備えた PS33G が搭載される。また、Mc車100番台の一部車両（123 - 130）前位寄りには霜切り用のパンタグラフ（集電可能タイプ）が搭載され、こちらに関しては引きひもを設置していない PS33D としている。
主電動機はかご形三相誘導電動機 MT75B が採用され、各車両に2基搭載されている。E233系で採用されているMT75をベースに、豪雪地帯での走行を勘案して冷却風を側面の幕部に設置された整風板から風道のダクトを介して送る車体風道方式としている。
空調装置は、集中式である AU725 を屋根上に1両あたり1台搭載しており、容量は48.84kW（42,000 kcal/h）である。
台車は、209系やE231系、E233系で採用実績のある軸箱支持装置が軸梁式のボルスタレス台車を採用する。車両間の重量差を小さくするとともに、短編成時の車輪の空転の低減を図るため、MM'ユニットの連結面寄りが電動台車、その反対側が付随台車となっている。
E233系用との違いは、軸ダンパーの省略と空気ばねの自動高さ調整弁の棒受けの強化である。電動台車がDT71C, DT71D、付随台車がTR255D, TR255Eである。先頭車両の付随台車はTR255Dであり、TR255Eに強化形の雪かきと車輪の滑走を防止するセラミック噴射装置を追加装備している。
駆動装置は、TD継手式平行カルダン方式 KD355/1-C-M である。TD継手はCFRP製たわみ板を使用し、耐水・耐雪対策を施すことで歯車箱内部への浸水防止を図っている。歯車は、はすば歯車を用いた一段減速式で歯車比は97：16=6.06とし、収納する歯車箱は走行中の騒音および振動低減の観点から球状黒鉛鋳鉄製である。
保安装置は、新規に開発した統合形ATS車上装置（ATS-Ps）を搭載する。この装置は、ATS-PとATS-Psの機能を1台の装置に集約して、ブレーキ出力を非常ブレーキのみとすることで装置の小型化を図ったものである。また、運転台のATSの動作表示器には、新規に開発したATS-P･Ps統合形動作表示器が採用されている。これは、従来のATS-P表示灯とATS-Ps表示灯･パターン速度インジケータを1つのユニット集約したものであり、ATSブレーキの動作の要因や装置の故障要因を表示できる機能を持っている。車上装置は送受信制御部と継電器盤で構成されており、4両編成ではMc車とM'c車に1台ずつ、2両編成ではMc車に1台搭載する。
モニタ装置には東芝インフラシステムズ製の「情報制御装置」を採用しており、乗務員支援や検修員支援、サービス機器の制御などを行う。

## 形式

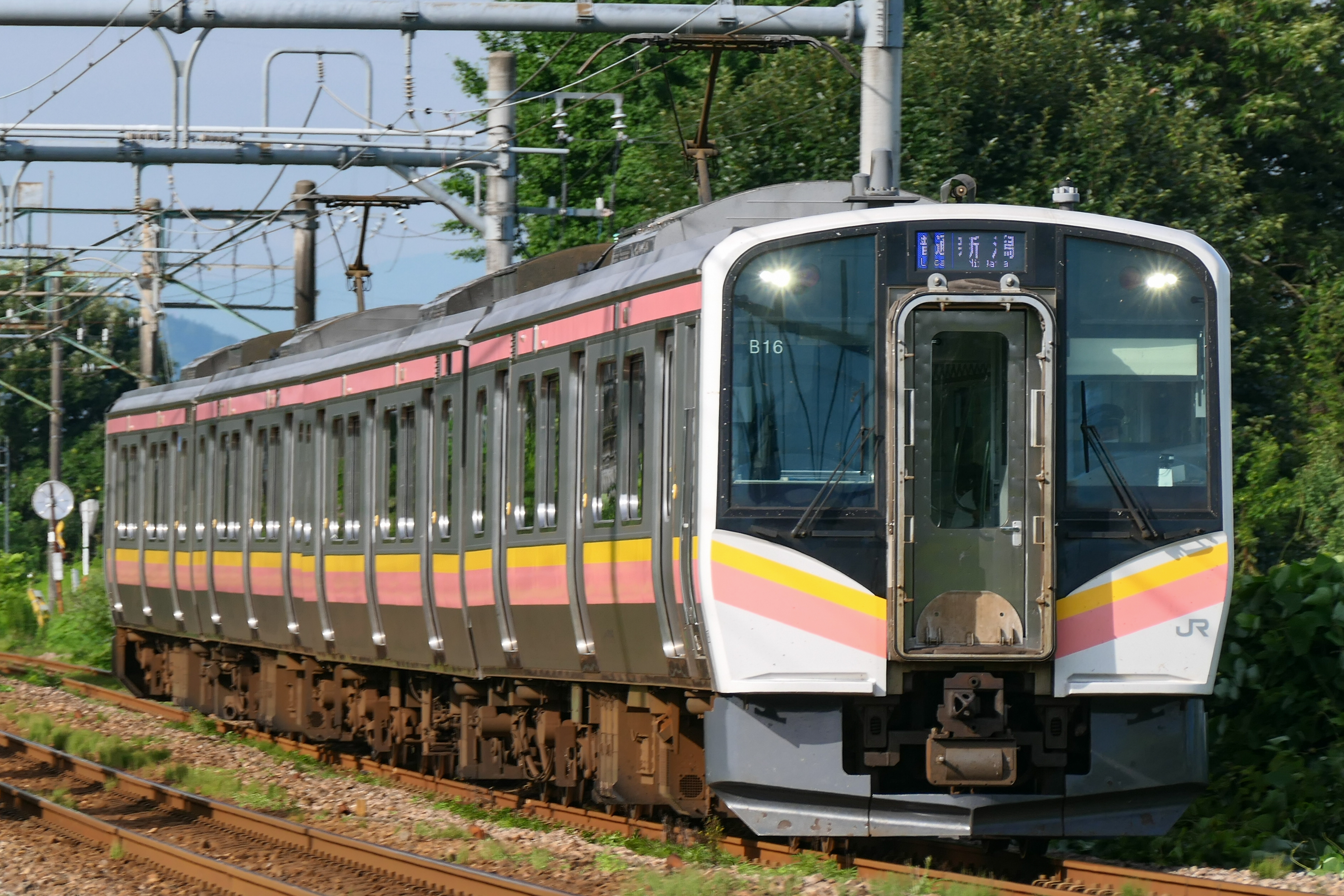
4両編成の0番台B16編成

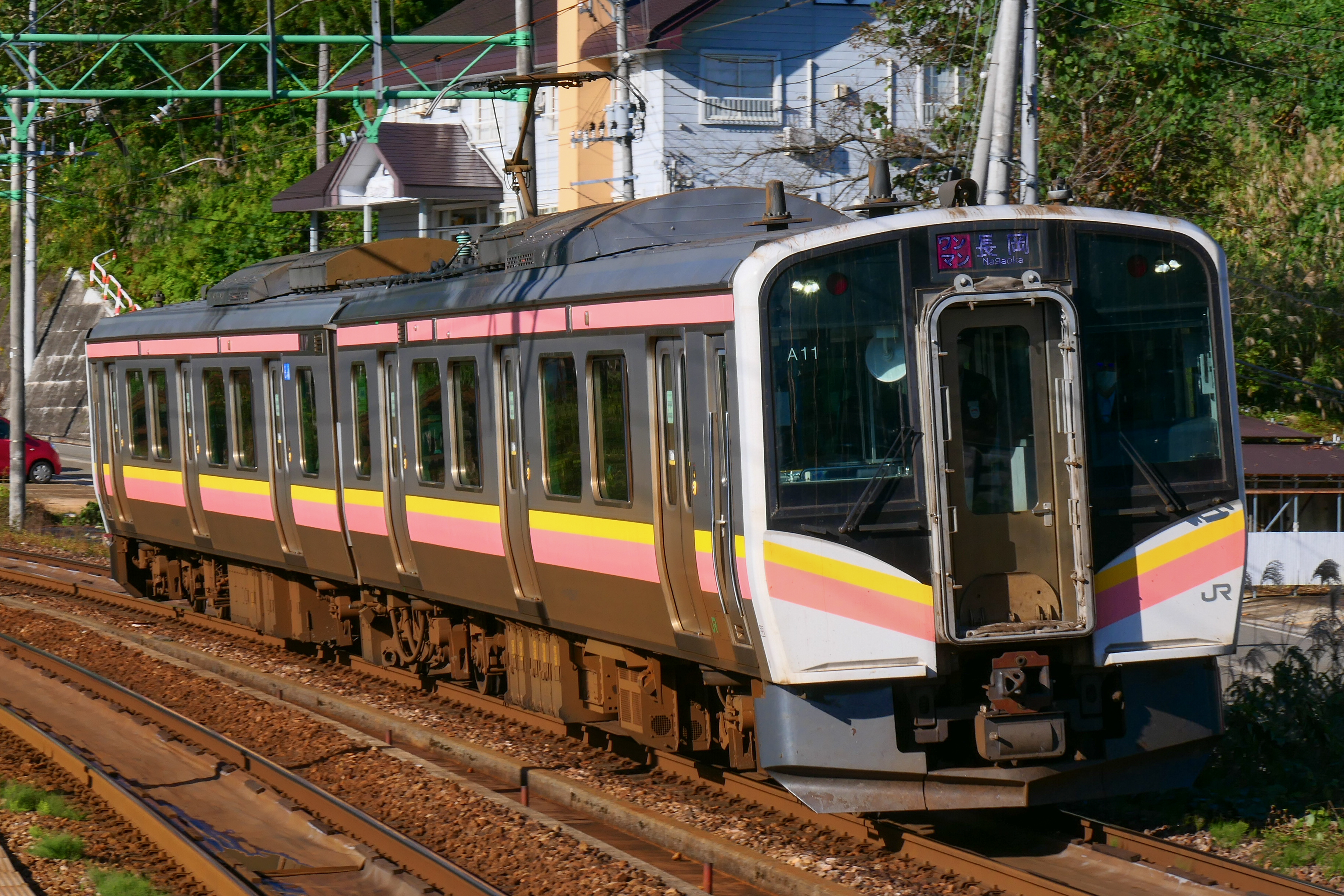
2両編成の100番台A11編成

奇数形式車（クモハE129形およびモハE129形、以下Mc車およびM車と呼称）と偶数形式車（クモハE128形およびモハE128形、以下M'c車およびM'車と呼称）の計2両でMM'ユニットを組み、奇数形式車には制御装置・集電装置を、偶数形式車には空気圧縮機・補助電源装置 を搭載する。2両ユニット内の4台車のうち内側2台車を電動台車、両端2台車を付随台車とする構成が採用されており、編成内各車の車重差低減（全車両が0.5M電動車となる）や短編成時の空転低減が図られている。各機器は、寒冷地での運用を考慮して耐寒耐雪仕様としている。
クモハE129形 (Mc)
制御電動車。車体前位に運転台を備え、制御装置、集電装置などを搭載する。
クモハE128形 (M'c)
制御電動車。車体前位に運転台、後位に身障者対応トイレと車椅子スペースを備え、補助電源装置、空気圧縮機などを搭載する。
モハE129形 (M)
中間電動車。制御装置、集電装置などを搭載する。
モハE128形 (M')
中間電動車。空気圧縮機などを搭載する。

## 編成表
|             | ← 吉田・新潟水上・直江津 ・長岡・村上 → |               |              |                  |
|             |                                         |               |              |                  |
|             | ＞                                      |               | ＞           |                  |
| 形式        | クモハE129 (Mc)                         | モハE128 (M') | モハE129 (M) | クモハE128 (M'c) |
| 搭載機器    | VVVF                                    | CP            | VVVF         | CP, SIV          |
| 車両重量(t) | 37.2                                    | 31.6          | 32.7         | 37.0             |

|             | ← 吉田・新潟水上・直江津 ・長岡・村上 → |                  |
|             |                                         |                  |
|             | （＞）＞                                |                  |
| 形式        | クモハE129 (Mc)                         | クモハE128 (M'c) |
| 搭載機器    | VVVF                                    | CP, SIV          |
| 車両重量(t) | 37.2 （37.4）                           | 37.2             |

- ＞：シングルアームパンタグラフ
- VVVF：VVVFインバータ装置
- CP：空気圧縮機
- SIV：補助電源装置（静止型インバータ）
- （）内の設備・数値は霜取りパンタグラフ搭載編成のものを指す

## 車歴表
特記ない限りは2022年（令和4年）4月1日時点の情報を示す。
- 製造…新津：総合車両製作所新津事業所
- 配置…新潟：新潟車両センター

## 運用

運用線区

2022年3月5日現在、A編成（2両編成）34本とB編成（4両編成）27本の計176両が新潟車両センターに配置されて運用に就いており、2両・4両単独運転のほか、連結した2＋2両や2＋4両でも運転されている。
運用区間は以下の通り。
- 信越本線：直江津駅 - 新潟駅間
- 白新線：全線
- 羽越本線：新津駅 - 村上駅間
- 越後線：全線
- 弥彦線：全線
- 上越線：水上駅 - 宮内駅間

また以下の区間ではA編成を使用する一部の列車でワンマン運転が行われている。一部の路線・区間を除き無人駅では乗降口を制限し、運賃精算が車内収受となる。
- 信越本線：直江津駅 - 長岡駅間、新津駅 - 新潟駅間
- 白新線：全線
- 羽越本線：新発田駅 - 村上駅間
- 越後線：全線
- 弥彦線：全線
- 上越線： 越後中里駅- 宮内駅間

A編成は2014年12月6日 より、B編成は2016年2月14日より運用を開始した。デビュー当初の運用区間はE127系の運用だった信越本線の長岡 - 新潟間、白新線の全線、羽越本線の新発田 - 村上間、越後線の吉田 - 新潟間のみであったが、その後115系を置き換えに運用を拡大していき、2016年7月9日より最後まで未投入となっていた羽越本線の新津 - 新発田間にも投入され、予定されていた新潟支社管内の直流電化区間全線での運用を開始した。
2016年3月26日のダイヤ改正時からは、上越線の越後中里駅・越後湯沢駅・石打駅・六日町駅・浦佐駅の各駅で拠点Pの運用を開始することとなり、これに合わせて従来115系が使用されていた全ての定期普通列車（越後川口駅から乗り入れる飯山線直通列車と六日町駅から乗り入れるほくほく線直通列車を除く）を本形式に置き換えた。
2017年3月4日のダイヤ改正では当初製造予定だった160両が出揃ったため、新潟支社管内の普通電車の約8割が本系列で運行されることになった。
2018年4月15日に新潟駅高架ホーム開業とそれに伴う新潟駅構内の拠点P運用が開始されるため、それに先立って115系のうちATS-Pを搭載していない新潟車両センターの生え抜き車5編成を淘汰する必要があった。このため、2017年12月にA編成2本と2018年2月にB編成1本の計8両が追加で製造された。これにより、2018年3月17日のダイヤ改正からは信越本線・白新線・羽越本線で運行される普通電車のすべてが本系列で運用されることとなり、さらに115系の置き換えが進行した。以後、115系は長野総合車両センターからの転属車7編成のみが運用されることとなり、信越本線の直江津 - 新潟間（快速1往復のみ）、妙高はねうまラインの新井 - 直江津間（1往復のみ）、越後線の全線、弥彦線の吉田 - 東三条間で運用されていたが、2022年3月11日限りで定期運用を終了した。
このほか、試運転では上越線・渋川駅まで、臨時運用では北越急行ほくほく線・十日町駅までの乗り入れ実績がある。車両検査は大宮総合車両センターによって行われており、その際の回送運転では上越線・水上 - 高崎間、高崎線・高崎 - 大宮間に乗り入れる。

## しなの鉄道SR1系

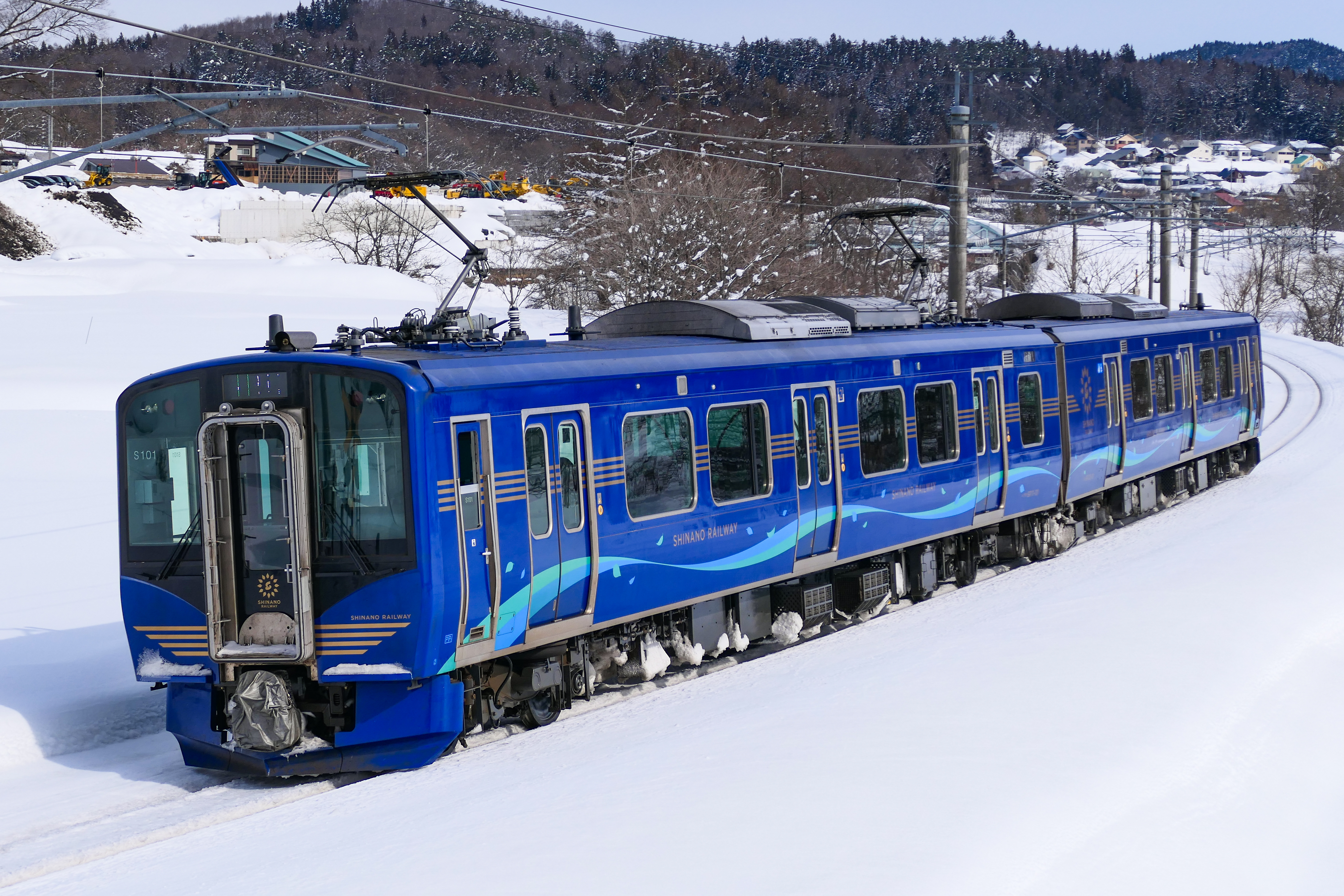
SR1系100番台ライナー車両

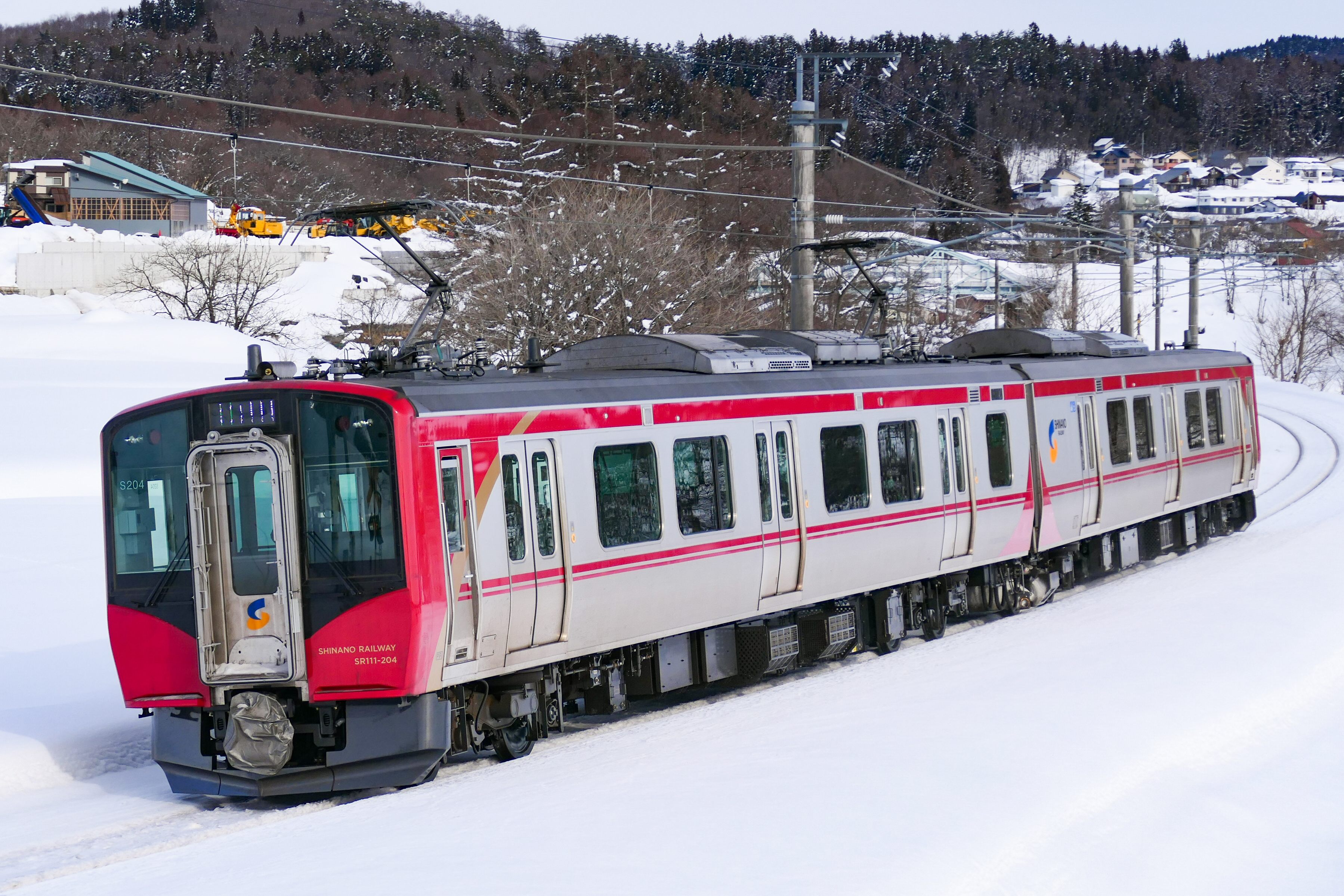
SR1系200番台一般車両

しなの鉄道では従来の115系電車を置き換えるため、E129系と同型の「sustinaS23シリーズ」によるSR1系電車の導入を進めており、有料ライナー向けのライナー車両が2020年7月4日に、普通列車向けの一般車両が2021年3月13日に営業運転を開始している。
一般車両の200・300番台はE129系とほぼ同一の車内設備となっている一方、ライナー車両の100番台はデュアルシートを採用するなど、E129系とは大きく異なる車内設備である。100・200番台では霜取り用パンタグラフが搭載されているが、300番台では省略されている。